# Assemblea Popolare
Assemblea Popolare (in spagnolo: Asamblea Popular) è un partito politico uruguayano di orientamento socialista e comunista fondato nel 2006 in seguito ad una scissione a sinistra del Fronte Ampio.
Il partito, guidato da Raúl Rodríguez, fa parte della coalizione Unità Popolare.